# Dialecte laziale centro-septentrional

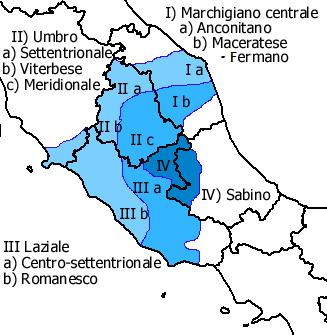
Dialectes en Italie centrale

Le dialecte laziale centro-septentrional (en italien : laziale centro-settentrionale) est un dialecte italien appartenant aux dialectes italiens médians.

## Territoire
Il est parlé dans la région du Latium, et en particulier dans les régions septentrionales de la province de Frosinone, dans les régions centre-nord de la province de Latina et dans la province de Rome à l'exception, cependant, de la ville de Rome, où le dialecte romain est répandu, qui diffère largement du reste des dialectes du Latium.

## Phonétique
Le dialecte se caractérise, comme les autres dialectes médians et le dialecte toscan (mais contrairement à la plupart des autres dialectes italiens), par la présence de sept voyelles, également typiques de l'italien standard.